# Josefina Pepa Mařáková
Josefina Pepa Mařáková (19. března 1872 Vídeň – 19. června 1907 Praha) byla malířka konce 19. a začátku 20. století, dcera malíře Julia Mařáka.

## Život
Josefina (Pepa) Mařáková se narodila ve Vídni 19. března 1872. Její otec Julius Eduard Mařák byl malíř. Její matka Ida, rozená Pfeffermannová (1848 Pešť-1908 Praha) pocházela z vídeňské rodiny lékaře Dr. Petera Pfeffermanna a byla dříve ve vídeňských uměleckých kruzích známou malířkou, užívala pseudonym Hans Idar.
Josefina Mařáková zpočátku mluvila jen německy, absolvovala obecnou a měšťanskou školu ve Vídni. K Čechám měla vřelý vztah. Do Prahy se přestěhovala s rodiči roku 1887, když byl otec Julius Mařák povolán jako profesor vyučovat na malířské akademii. Její zdraví bylo údajně chatrné, podobně jako matčino. Zpočátku ji malbě vyučoval otec. Později byla žákyní Františka Brunnera (Dvořáka) a v Praze prof. Maxmiliána Pirnera a Václava Brožíka.
Ačkoliv byl její otec v Praze známou a váženou osobností, Pepa se společenského života nezúčastňovala. Svou invencí a elegancí mohla být středem pozornosti. Žila s rodiči na Smíchově, na nábřeží císaře Ferdinanda (nyní Janáčkovo nábřeží), bydleli v rušném novorenesančním činžovním domě čp. 467/6, který postavil architekt Alois Filcík a v němž kromě jeho rodiny a Mařákových bydleli například Josef Václav Myslbek, malíř Emil Lauffer, malířka Růžena Pokorná (dcera malíře Karla Purkyně) se svou matkou nebo herečka Národního divadla Jindřiška Slavínská. 
Po otcově smrti se Pepa s matkou přestěhovaly o několik bloků domů dále na Malou Stranu, do honosného domu čp. 576/III na nároží ulic Zborovské a Petřínské 8. Pepa si zařídila vlastní ateliér, intenzivně malovala a vyučovala malbě a kreslení. Zemřela na nádor na mozku.  
Pepa byla pochována na Vyšehradském hřbitově, vedle svého otce (hrob 6B–36). Matka svou dceru přežila o rok.

## Dílo
Kromě žánru krajinomalby a zátiší s květinami vytvořila několik neobvyklých kreslených karikatur. Zejména se věnovala figurální portrétní malbě v duchu dobového symbolistního dekadentního proudu. Portrétovala malíře Otakara Lebedu, politika Františka Ladislava Riegra, manželku básníka Adolfa Heyduka a manželku mecenáše Josefa Hlávky. Kromě vlastní tvorby vypomáhala též svému otci.
Její dílo je dnes v majetku Národní galerie v Praze, Městské galerie v Litomyšli a v Památníku národního písemnictví v Praze. Velká část jejích prací je také v soukromých sbírkách. Zvláště ceněná byla podobizna dr. Františka Ladislava Riegra, která zdobí zasedací síň Zemské banky království Českého. Namalovala náladové obrazy Vůně, Prvosenky, Resignace, Za soumraku, svůj dvojportrét s otcem, ale také ponuré a mystické obrazy Boj o chléb, Bez naděje či Jeptiška.
Pepa Mařáková debutovala roku 1897 na výstavě Krasoumné jednoty v Rudolfinu obrazem vlastní podobizny s otcem, Juliem Mařákem a dalšími dvěma obrazy (portrét a pastel Petrklíče). Profesionální i osobní vztah nadané malířky k proslavenému otci je vidět na pozadí tohoto autoportrétu z roku 1896. Pohled mladé umělkyně k jejímu otci nepředstavuje jen obdiv učednice s paletou ke geniálnímu umělci.
K nedožitým sedmdesátinám Josefiny Mařákové v roce 1942 uspořádaly Alžběta Birnbaumová a Věra Černá v Topičově salónu monografickou výstavu jejích prací pod titulem Opuštěná paleta, tehdy převážně ze soukromých sbírek. K největším sběratelům patřil galerista Rudolf Ryšavý.

## Galerie

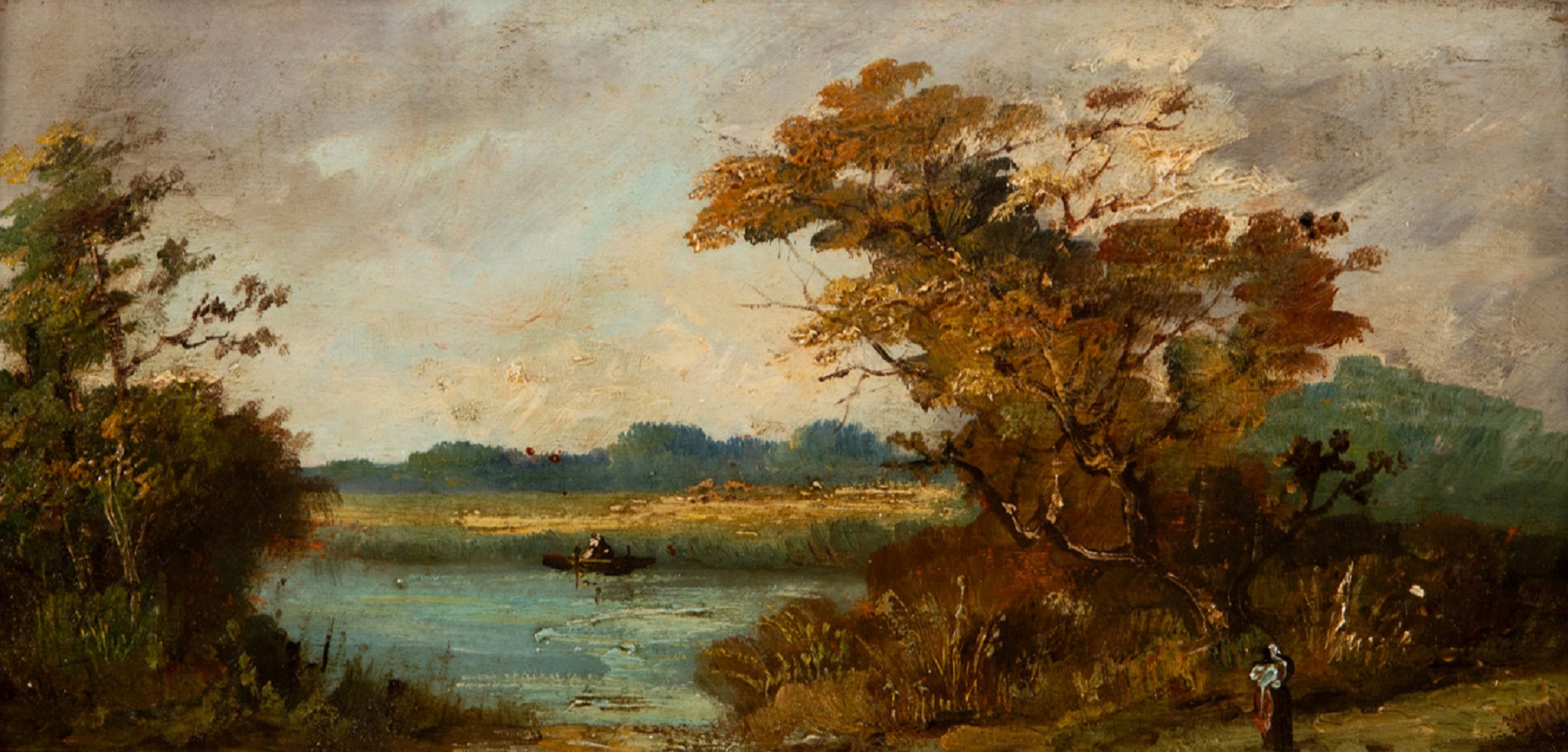
Pepa Mařáková Studie krajiny
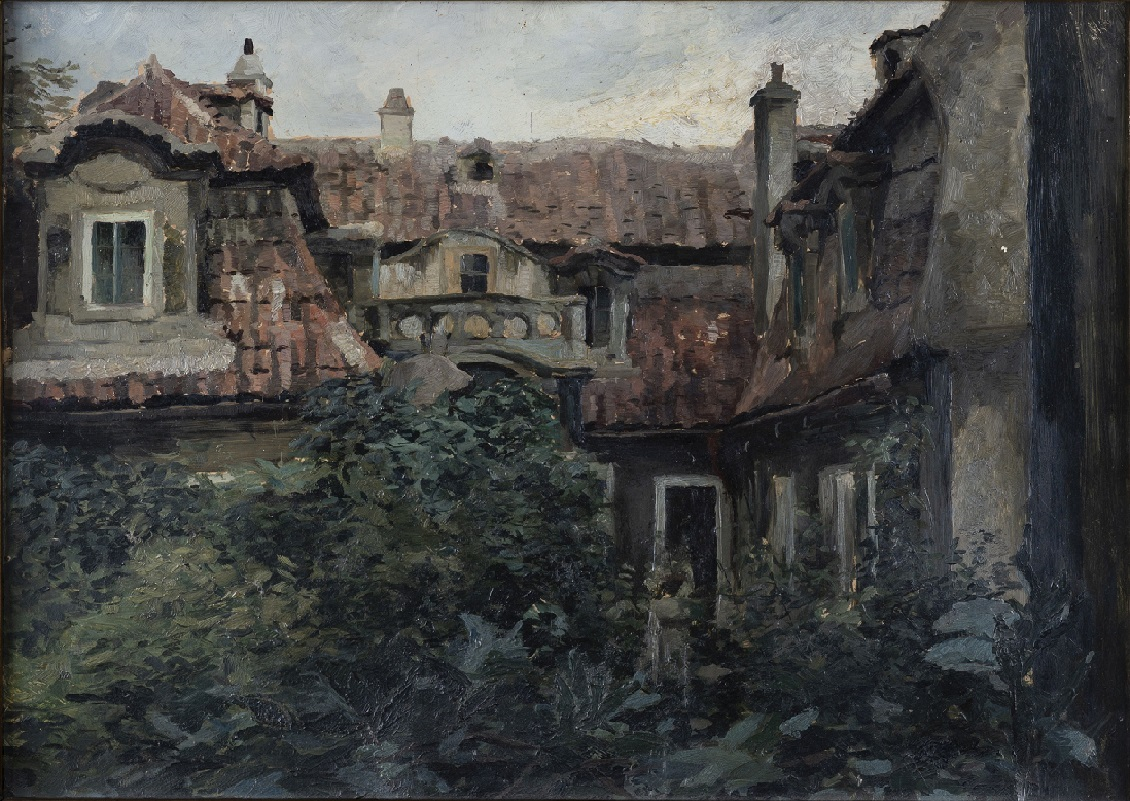
Pepa Mařáková V zahradě
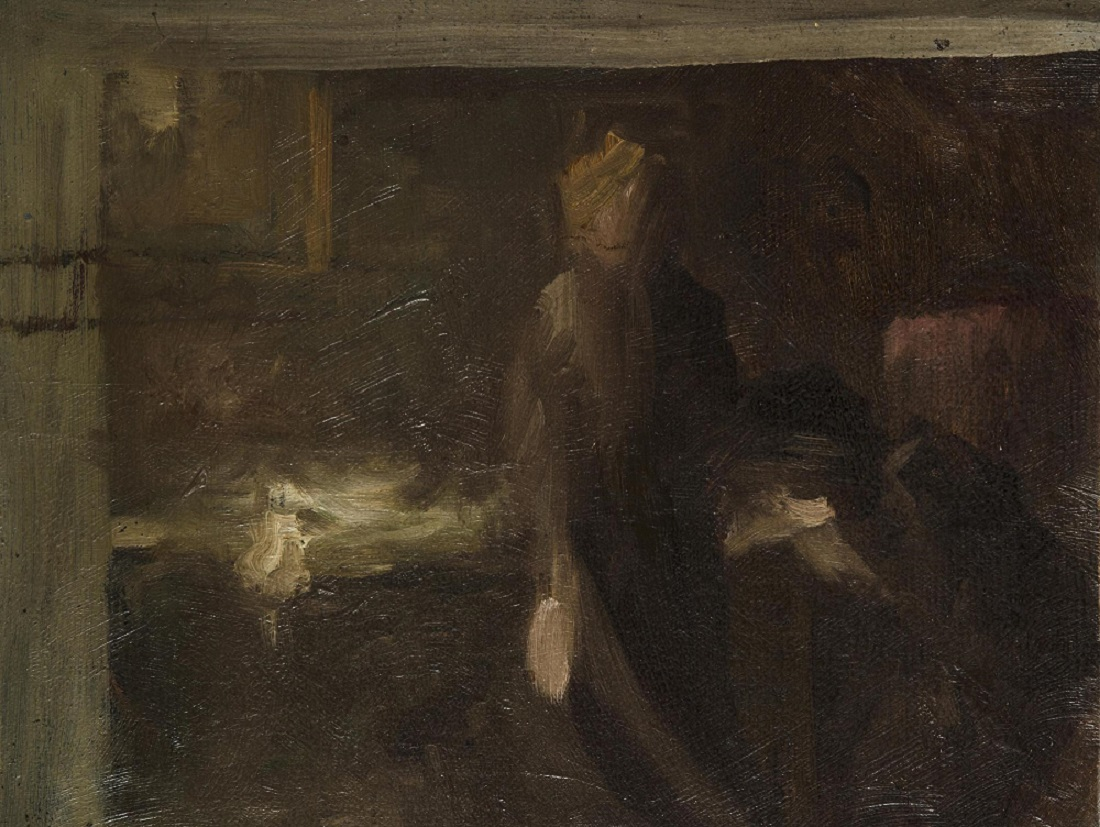
Pepa Mařáková Studie postavy
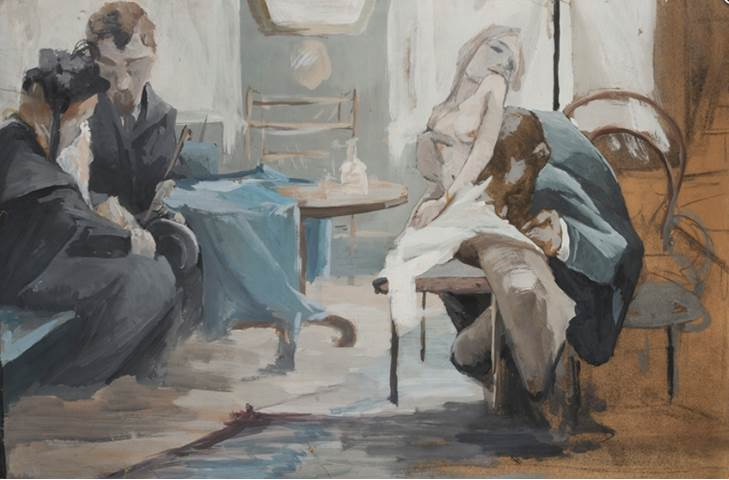
Pepa Mařáková Lékaři
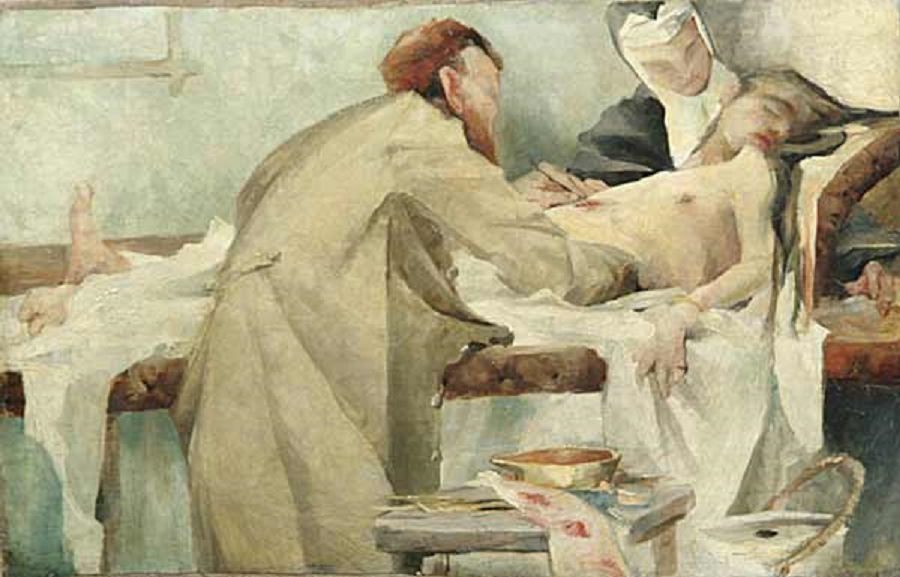
Pepa Mařáková Operace
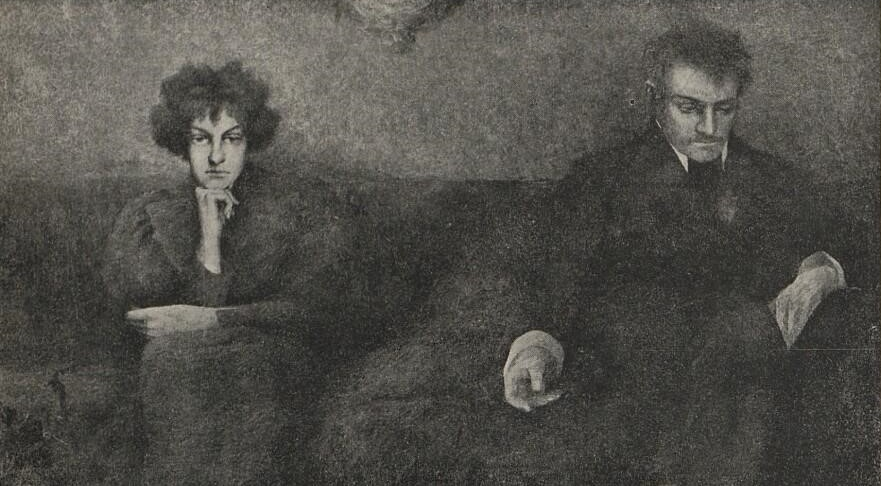
Pepa Mařáková Rozhovor